# Klementynów (Mazovie)
Pour les articles homonymes, voir Klementynów.
Klementynów (prononciation : [klɛmɛnˈtɨnuf]) est un village polonais de la gmina de Głowaczów dans le powiat de Kozienice de la voïvodie de Mazovie dans le centre-est de la Pologne.
Il se situe à environ 4 kilomètres au nord-ouest de Głowaczów (siège de la gmina), 22 kilomètres à l'ouest de Kozienice (siège du powiat) et à 68 kilomètres au sud de Varsovie (capitale de la Pologne).

## Histoire
De 1975 à 1998, le village appartenait administrativement à la voïvodie de Radom.